# Dobiesław Puchała
Dobiesław Puchała, auch Dobiesław Puchalla, der Wappengemeinschaft Wieniawa  († 1440), war ein polnischer Ritter, Starost von Argenau sowie von Bromberg und einer der Anführer der polnischen Hussiten in Schlesien und Kujawien. 

## Leben
Dobiesław Puchała stammte aus Großpolen und ließ sich Namslau in Schlesien nieder. Zunächst ging er an den Hof Sigismunds nach Ungarn. 1410 nahm er an der Schlacht bei Tannenberg und der Schlacht bei Crone auf polnisch-litauischer Seite teil, 1414 auch am Hungerkrieg. Hierfür erhielt er zahlreiche Lehen in Kujawien, an der Grenze zum Deutschordensstaat. 1422 ging er nach Prag, wo er Žygimantas Kaributaitis unterstützte. In den 1420er Jahren beteiligte er sich in Böhmen und Schlesien an den Hussitenkriegen auf Seiten der Hussiten. 1431 kam er mit hussitischen Theologen nach Krakau, die am polnischen Königshof einen Disput abhielten. Im gleichen Jahr überfiel er mit einer hussitischen Armee Leutschau in Oberungarn. 1433 vermittelte er zwischen dem polnischen König und den Taboriten, die daraufhin das polnische Heer beim Krieg des Deutschen Ordens gegen Polen (1431–1435) unterstützten. Er selbst nahm ebenfalls an den Kämpfen dieses Krieges teil. Nach dem Friedensschluss blieb er in Kujawien.